# Стъкмистика
Стъкмистика (често и като римувания израз „статистика-стъкмистика“) е израз от разговорната реч, подчертаващ необективен подбор на статистическа информация или фактология, статистика правена „по поръчка“ или генериране на статистически данни в подкрепа на определена политика 
В научния жаргон в статистиката, за „натъманена статистика“ се използва думата стагмистика.

## Употреба
Често лошите управленски решения се вземат или с цел злоупотреба или поради липса на достатъчно информация. 
Стъкмистика може да се отнася не само до статистически данни, но също и до:
- научно-технически данни и изследвания;
- макроикономическа информация;
- бюджетни баланси;
- политически анализи;
- политически вот (избори, референдуми и др.);
- фактология;
- логически заключения;
- мениджмънт

Доказано е, че законът на Бенфорд може да се използва с успех срещу стъкмистиката при разкриване на подправени данни, свързани с данъчни задължения, а валидността му е доказана и при дневната възвръщаемост на борсови индекси в САЩ.  Набори от данни, които не са получени чрез измерване, а са генерирани произволно или съдържат ограничения, не се подчиняват на закона на Бенфорд.

## Примери за употреба
- Стъкмистика срещу инфлацията Уволнението на Стоян Цветков качи рейтинга на Националния статистически институт Архив на оригинала от 2021-05-15 в Wayback Machine., 2008
- Опус за българската контрабанда, Петър Христозов
- „Стъкмистики“ по гръцки, К. Улрих, К. Цанев
- Тъжният клоун, Борислав Гърдев
- Петър Христозов: Не знам дали си дават сметка Цветанов и Борисов какво „харакири“ им организираха! Архив на оригинала от 2010-05-28 в Wayback Machine.
- Защо Министерството на финансите се гаври с данъкоплатеца?, Люба Манолова[неработеща препратка]
- Златните десетилетия на българската електроника, Милена Димитрова
- Зам.-министър: Никога не сме били по-добре[неработеща препратка]
- Шефът на статистиката уволнен заради стъкмистика
- Полицейската стъкмистика Архив на оригинала от 2009-08-27 в Wayback Machine.
- Докато гледате Слави, вижте да не ви обират
- Цветанов: 2400 са престъпниците у нас
- Гласуването на изселниците в Турция стъкмистика Архив на оригинала от 2010-06-13 в Wayback Machine.
- Речник на българския език: Стъкмистика
- Дянков оплете конците. Всички тръпнат ще го смени ли Борисов
- ИСТИНА – изчезна това понятие. Къде?
- Тайните фалити на комунизмаАрхив на оригинала от 2010-06-11 в Wayback Machine.
- Шести отдел от Димитър Иванов
- Иван Костов правел стъкмистика с дрогата[неработеща препратка]
- Гръцката стъкмистика – образец и за България?
- Брюксел е притеснен от статистиката на България
- Костов: Уволнения в статистиката, ако са слагачи и нагаждачи
- Костов заподозря НСИ в слагачество или некомпетентност, ГЕРБ: Данните са верни
- Строгият рефер Оли Рен[неработеща препратка]
- Еврокомисията: Ревизията на бюджета ни кара да се съмняваме в българската статистика
- Яне зове сините за фронт срещу ГЕРБ